# Diamant noir
Diamant noir is een Frans-Belgische film uit 2016, geregisseerd door Arthur Harari. De film ging op 28 januari in première op het Festival Premiers Plans d'Angers.

## Verhaal
Pier Ulmann woont in Parijs waar hij probeert rond te komen met wat losse jobs en kruimeldiefstallen in opdracht van Rachid. Op een dag verneemt hij dat zijn vader van wie hij vervreemd is, overleden is. Als zwart schaap van een rijke Antwerpse diamantairsfamilie heeft zijn vader hem niks achtergelaten maar zijn neef Gabriel nodigt hem uit in Antwerpen om het diamantairskantoor te renoveren. Pier neemt de uitnodiging aan maar is vooral uit op wraak op zijn familie die hem verstoten heeft en is vastbesloten om zijn familie te beroven van hun diamanten.

## Rolverdeling
| Acteur               | Personage       |
| -------------------- | --------------- |
| Niels Schneider      | Pier Ulmann     |
| August Diehl         | Gabi Ulmann     |
| Hans-Peter Cloos     | Joseph Ulmann   |
| Abdel Hafed Benotman | Rachid          |
| Raphaële Godin       | Luisa           |
| Raghunath Manet      | Vijay Sha Gopal |
| Jos Verbist          | Rick De Vries   |
| Guillaume Verdier    | Kevin           |
| Hilde Van Mieghem    | Olga            |

## Productie
De film werd in 2017 genomineerd voor 2 Césars en 2 Prix Lumières.

## Prijzen en nominaties
De belangrijkste:
| Jaar | Prijs | Categorie                   | Genomineerde(n) | Uitslag       |
| ---- | ----- | --------------------------- | --------------- | ------------- |
| 2017 | César | Beste jong mannelijk talent | Niels Schneider | In afwachting |
| 2017 | César | Beste debuutfilm            | Arthur Harari   | In afwachting |